# Wilsberg: Letzter Ausweg Mord
Letzter Ausweg Mord ist die neunte Folge der Fernsehfilmreihe Wilsberg. Der Film basiert auf der Wilsberg-Figur von Jürgen Kehrer. Die Erstausstrahlung erfolgte am 18. Oktober 2003 im ZDF. Regie führte Dennis Satin, das Drehbuch wurde von den Internet-Autoren Oliver Gross, Marion Schlepp, Gerd Zipper, Joachim Schlag, Ulla Buthe und Heidrun Jänchen geschrieben.

## Handlung
Privatdetektiv Georg Wilsberg erhält von seinem besten Freund Manni den Auftrag herauszufinden, wodurch der Autounfall seines Onkels verursacht wurde. Eine Zeugin gibt es zwar, doch sie sagt nicht die ganze Wahrheit. Ehe Wilsberg der Wahrheit auf den Grund gehen kann, wird die Frau ermordet. Silke Buschfeld war Journalistin und Kommissarin Springer verdächtigt den Exfreund des Opfers, der nach Aussage der Anwohner die Trennung nicht so einfach hinnehmen wollte, sodass es in letzter Zeit oft Streit gab. Hans Haffner wird festgenommen; er gibt zu, zwar sehr eifersüchtig zu sein, aber seiner Freundin hätte er nie etwas antun können. Wilsberg kann kurz mit dem Verdächtigen sprechen und erfährt so, dass er an dem Unfall von Mannis Onkel schuld ist, weil das Auto ihm ausweichen musste, als er seiner Freundin mit dem Motorrad nachgefahren war.
Wilsberg Auftrag ist damit zwar erledigt, aber da er bei seiner Recherche mit einem Mord konfrontiert worden ist, kann er es nicht lassen, sich bei den Ermittlungen der Polizei einzumischen. Er befragt Michael Beerkamp, den Arbeitskollegen des Opfers, doch auch dieser sagt nicht die ganze Wahrheit. Zufälligerweise hat sich Alex bei der Rechtsabteilung der Redaktion, in der Beerkamp arbeitet, um ein Praktikum beworben, und so hofft Wilsberg, durch sie mehr zu erfahren. Als erstes findet er heraus, dass Silke Buschfeld an einer Recherche über die in Konkurs gegangene Baufirma Westenbrink gearbeitet und sich dabei für eine ganz bestimmte Immobilie interessiert hat.
Eine Observierung von Beerkamp führt Wilsberg zu Britta Windhorst. Deren Auto wurde zur Tatzeit von einem Zeugen am Tatort gesehen und ihr gehört das Haus, über das Silke Buschfeld recherchiert hat. Zu seiner großen Überraschung findet Wilsberg heraus, dass Staatsanwalt Günther Olsen der Lebensgefährte von Windhorst ist. Damit erklärt sich, warum Olsen sich in diesem Fall sehr stark eingebracht und versucht hat, Kommissarin Springer dazu zu bewegen, den Fall zu den Akten zu legen. Da Olsen allerdings von Beerkamp erpresst wird, will er diesem den Mord unterschieben. Wilsberg versucht, Beerkamp zu helfen; er erfährt von ihm, dass Olsen das Haus zu einem Vorzugspreis von Westenbrink erhalten hat, weil er einen Gerichtsprozess zu Westenbrinks Vorteil hat ausgehen lassen. Um diese Bestechung nicht auffliegen zu lassen, will er nach Silke Buschfeld nun auch noch Michael Beerkamp zum Schweigen bringen. Doch Wilsberg kann diesen zweiten Mord verhindern, und Olsen wird festgenommen.

## Hintergrund
in diese Wilsbergfolge wurde das Drehbuch erstmals von einem Hobbyautoren-Team geschrieben. Insgesamt sechs Autoren, die sich bei dem preisgekrönten Internetprojekt "eScript" (Grimme Online Award "Medienkompetenz" 2001) qualifiziert hatten, entwickelten gemeinsam mit Redaktion und Produktion das Buch per Internet. Eine  Weiterführung dieser Art der Drehbuchentwicklung ist geplant.
Letzter Ausweg Mord erschien zusammen mit der Folge Der Minister und das Mädchen von Polarfilm auf DVD.
Der Running Gag „Bielefeld“ verweist in dieser Folge in der 71. Minute auf das Ziel von Alex, sich dort ein neues Praktikum zu suchen.

## Kritik
Die Redaktion von TV Spielfilm ist der Meinung: „Das Drehbuch zu diesem TV-Krimi schrieben sechs Internet-Autoren.“ Fazit: „Ein gelungenes Krimi-Experiment.“